# Ludovic Liron
Pour les articles homonymes, voir Liron.
Ludovic Liron, né le 30 janvier 1978 à Béziers (Hérault), est un footballeur français évoluant au poste de défenseur.

## Biographie
Débutant jeune joueur à l'USB Bédarieux, il intègre le centre de formation du Montpellier HSC avant de rejoindre à dix-neuf ans, le Stade Beaucairois, club évoluant en CFA. En 2001, il est repéré par les dirigeants du Stade de Reims. Il signe alors son premier contrat professionnel. 
Ludovic Liron joue arrière central, mais il peut jouer aussi arrière droit. Il participe à la remontée du club champenois en Ligue 2 en 2002. L'année suivante, il rejoint l'ES Troyes AC pour deux saisons. Les Troyens montent en Ligue 1, mais Ludovic Liron préfère les conditions  du Valenciennes FC. 
Champion de Ligue 2 avec le club nordiste en 2006, il peine à s'imposer comme titulaire parmi l'élite. Il retourne dans le club de ses débuts professionnels, le Stade de Reims en juillet 2007. Le début de saison 2008/2009 est cependant plus difficile pour Ludovic Liron, qui choisit de quitter le club en décembre afin de rebondir rapidement dans une autre formation. Il rejoint alors le Nîmes Olympique.
Lors du mercato, fin janvier 2010, il rejoint l'équipe de l'Athlétic Club Arles-Avignon, entraîné par Michel Estevan qui l'avait eu sous son aile au Stade Beaucairois. Il joue très peu, quatre matchs, mais aide son club à monter en Ligue 1. Il quitte le club à l'issue de la saison.
Pour la saison 2010-2011, il rejoint le club amateur de l'AS Béziers en CFA, club de sa ville natale.
Il est alors appelé en équipe de France de football de plage.

## Palmarès
- Champion de France de Ligue 2 en 2006 avec le Valenciennes FC